# Sebastian Kolze Changizi
Sebastian Kolze Changizi (Silkeborg, 29 december 2000) is een Deense wielrenner die vanaf 2023 voor Tudor Pro Cycling Team uitkomt. Voordat hij 2022 overstapte naar de beroepsrenner won hij in 2022 diverse koersen. Zo won de Deen ritten in de Flèche du Sud en Course de la Paix Grand Prix Jeseníky. 

## Overwinningen
2018
2e etappe La Coupe du Président de la Ville de Grudziądz
2022
4e etappe Flèche du Sud
1e etappe Course de la Paix Grand Prix Jeseníky
ploegentijdrit Kreiz Breizh Elites

## Resultaten in voornaamste wedstrijden
|      | \| Jaar \| Gent-Wevelgem \| Ronde van Vlaanderen \| Amstel Gold Race \| \| ---- \| ------------- \| -------------------- \| ---------------- \| \| 2024 \| opgave \| opgave \| opgave \| |                      |                  |
| Jaar | Gent-Wevelgem | Ronde van Vlaanderen | Amstel Gold Race |
| 2024 | opgave | opgave               | opgave           |

## Ploegen
- 2020 –  Team ColoQuick
- 2021 –  Team ColoQuick
- 2022 –  Team ColoQuick
- 2022 –  Cofidis (stagiair per 1-8)
- 2023 –  Tudor Pro Cycling Team
- 2024 –  Tudor Pro Cycling Team
- 2025 –  Tudor Pro Cycling Team

Bohli · Brun · Charrin · de Kleijn · J. Eriksson · L. Eriksson · Froidevaux · Heming · Kamp · Kelemen · Kluckers · Kolze Changizi · Pellaud · Pluimers · Reichenbach · Suter · Thalmann · Voisard · Wilksch (vanaf 5/8) · Wirtgen · Zijlaard
Bohli · Brenner · Brun · Charrin · Dainese · de Kleijn · J. Eriksson · L. Eriksson · Froidevaux · Heming · Kamp · Kelemen · Kluckers · Kolze Changizi · Krieger · Mayrhofer · Pellaud · Pluimers · Reichenbach · Rondel (vanaf 20/7) · Storer · Stork · Suter · Thalmann · Trentin · Voisard · Wilksch · Wirtgen · Zijlaard